# Sergestes erectus
Sergestes erectus är en kräftdjursart som beskrevs av Martin D. Burkenroad 1940. Sergestes erectus ingår i släktet Sergestes och familjen Sergestidae. Inga underarter finns listade i Catalogue of Life.